# John Wood (gubernator)

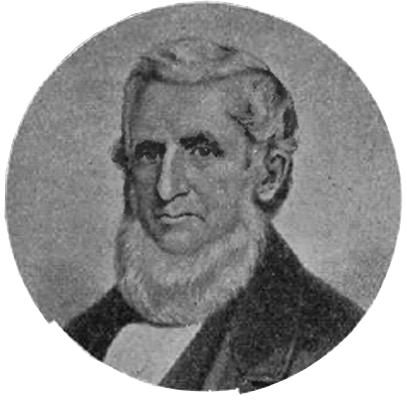
John Wood

John Wood (ur. 20 grudnia 1798 – zm. 11 czerwca 1880) – gubernator stanu Illinois w latach 1860–1861.
Wood urodził się w Moravia. Był członkiem senatu stanu Illinois w 1850 roku i zastępcą gubernatora stanu Illinois w latach 1857–1860. Po śmierci gubernatora Williama Bisella zastępował go przez 1 rok.
Wood zmarł w mieście Quincy, które założył, w wieku 81 lat. Został pochowany na cmentarzu Woodland.